# کازاله ماریتیمو
کازاله ماریتیمو (به ایتالیایی: Casale Marittimo) یک کومونه در ایتالیا است که در استان پیزا واقع شده‌است.

## خصوصیات
کازاله ماریتیمو ۱۴٫۳ کیلومترمربع مساحت و ۱٬۰۰۵ نفر جمعیت دارد و ۲۱۴ متر بالاتر از سطح دریا واقع شده‌است.